# Яновиці-Великі (гміна)
Гміна Яновіце-Вельке (пол. Gmina Janowice Wielkie) — сільська гміна у південно-західній Польщі. Належить до Карконоського повіту Нижньосілезького воєводства.
Станом на 31 грудня 2011 у гміні проживало 4309 осіб.

## Площа
Згідно з даними за 2007 рік площа гміни становила 58.09 км², у тому числі:
- орні землі: 51.00%
- ліси: 40.00%

Таким чином, площа гміни становить 9.25% площі повіту.

## Населення
Станом на 31 грудня 2011:
| Опис     | Загалом | Загалом | Чоловіки | Чоловіки | Жінки | Жінки |
| -------- | ------- | ------- | -------- | -------- | ----- | ----- |
| одиниця  | осіб    | %       | осіб     | %        | осіб  | %     |
| все      | 4309    | 100     | 2169     | 50.34    | 2140  | 49.66 |
| міське   | 0       | 100     | 0        |          | 0     |       |
| сільське | 4309    | 100     | 2169     | 50.34    | 2140  | 49.66 |

## Сусідні гміни
Гміна Яновіце-Вельке межує з такими гмінами: Болькув, Єжув-Судецький, Каменна Ґура, Марцишув, Мислаковіце, Швежава, Войцешув.